# Eria calcarea
Eria calcarea är en orkidéart som beskrevs av V.N.Long och Leonid Vladimirovitj Averjanov. Eria calcarea ingår i släktet Eria och familjen orkidéer.
Artens utbredningsområde är Vietnam. Inga underarter finns listade i Catalogue of Life.